# Rosa huntica
Rosa huntica är en rosväxtart som beskrevs av Vladimir Gennadievich Chrshanovski. Rosa huntica ingår i släktet rosor, och familjen rosväxter. Inga underarter finns listade i Catalogue of Life.